# Порт Вентворт (Џорџија)
Порт Вентворт (Џорџија) (енгл. Port Wentworth) град је у америчкој савезној држави Џорџија. По попису становништва из 2010. у њему је живело 5.359 становника.

## Демографија
Према попису становништва из 2010. у граду је живело 5.359 становника, што је 2.083 (63,6%) становника више него 2000. године.
| Група             | 2000.         | 2010.         |
| Белци             | 2.650 (80,9%) | 3.012 (56,2%) |
| Афроамериканци    | 470 (14,3%)   | 1.683 (31,4%) |
| Азијати           | 34 (1,0%)     | 92 (1,7%)     |
| Хиспаноамериканци | 101 (3,1%)    | 441 (8,2%)    |
| Укупно            | 3.276         | 5.359         |